# Loandjili
Loandjili (s’écrit également Luanjili,  Luandjili, Lwanjili ou Lwandjili) est le quatrième arrondissement de Pointe-Noire, la capitale économique de la République du Congo.

## Limites géographiques
Loandjili est séparé au sud de l'arrondissement 2 Mvoumvou par la rivière Songolo, jusqu'au pont de la rivière Lubenda au carrefour de la Congolaise de raffinage (CORAF) au nord.
À l'est, les limites sont constituées par l'intersection des axes routiers de la route nationale 1 menant à Brazzaville, via Makola et Hinda et de la route nationale 5 menant à Bas-Kouilou et où coule la rivière Tchinimina.

## Toponymie
Loandjili serait né de la contraction de Loango et de Mpili (vaste contrée comprise entre Diosso et Bas-Kouilou dans le département du Kouilou et signifiant vipère).
C'est le nom de l'ancienne capitale de la dynastie des Buvandji, Cette puissante confrérie de forgerons, originaire du Cabinda, s’imposa aux populations locales de la côte de Loango, en s’appuyant sur un corps de guerriers entreprenants. Compte tenu de leur comportement tyrannique, les Buvandji furent chassés du pouvoir par une insurrection populaire, à la fin du XVe siècle, provoquant la première crise institutionnelle du royaume de Loango. Les sépultures des neuf rois Buvandji étaient entourées de défenses d'éléphants plantées en terre comme des piliers.
C'est devenu par la suite le nom d'une des sept (7) provinces du royaume de Loango, située non loin de Mbanda (site de Pointe-Noire) et voisine des provinces de Me Mpili et de Me Tchikanu. Les autres provinces étant Me Tchilunge, Me Yombi, Me Tchikuni et Me Kwangu.
Le ma-Loandjili (gouverneur de la province de Loandjili) était choisi parmi les sept clans primordiaux qui portaient le nom des sept ancêtres qui imposèrent leur pouvoir sur la région. Il s'agit de Tchinimina tchiloandjili (nom du génie propriétaire de la rivière éponyme) qui épousa les six suivantes :
- Sumba li loandjili (nom d'un génie propriétaire de cette terre)
- Mongo Mbanda
- Tchiali
- Tchifumba
- Tchinkutu
- Tchibumba

Les membres de ces sept clans étant parents, ils ne peuvent se marier entre eux, à l'exception des clans Tchinimina et Mongo Mbanda.
Un des célèbres représentants de Loandjili fut le chef de terre Djuk Bilili (celui qui frappe des lèvres en langue vili), membre du clan Mongo Mbanda, orateur, juge et professeur à Kutula Ntchiama. Cette dernière institution qui signifie "qui décroche l'arc-en-ciel", était basée à Bwali, la capitale du royaume. Elle formait les futurs juges aux aptitudes de discours politiques et d'imitation de langage.

## Liste des maires
1. ?jean François kando
2. Léon Gilbert Gakosso (? - 2006)[5]
3. Fernande Marie Catherine Dékambi Mavoungou (2006 - 2020)
4. Zéphirin Nguié (2020)

## Quartiers
- Loandjili District
- Tchiali Toponyme provenant du clan Tchiali
- Loandjili Faubourg
- Nkouikou
- Songolo
- Ngofo
- Makayabou
- Raffineriie
- Ngouambissi:
- Mbota carlos
- Mbota roch
- Tchiniambi
- Tchibacthi
- Bissongo

Ngouambissi vient de "Nguambe" (famine) et "Si" (pays). Ce nom signifierait pays de famine. Situé au nord de Mongo Nkamba, ce lac aux multiples sources souterraines fournit de l'eau à la ville de Pointe-Noire .Mbota signifie étoile en langue Vili. Une météorite tombée dans cette contrée il y a quelques années serait à l'origine de ce toponyme. Ce quartier situé entre Fond Tié Tié et Loussala est divisé en deux zones appartenant jadis à deux clans: Mbota Lwissi et Mbota Tchibulu avec plus loin, la rivière Bisongo
Selon la tradition orale, ce lac serait le domaine de deux génies frère et sœur. Celle-ci aurait vendu son eau aux européens. En conséquence de quoi, une violente dispute aurait éclaté au sein de la fratrie, entraînant la division du lac en deux parties par une digue de terre. Sur le site dévolu à la sœur se trouvant vers le quartier de Siafoumou, en contrebas de Mongo Mpoukou, a été construite une usine de traitement des eaux usées. La pêche n'y est pas très fructueuse.
- Siafoumou (pays des princes):

Un village côtier de l'océan Atlantique situé à Moanda dans la province du Kongo-Central (RD Congo) à la frontière avec le Cabinda (Angola), porte ègalement le nom de Nsia Mfumu, C'est un village de pêcheurs du peuple Woyo vivant de la pêche et l'agriculture. 
- Raffinerie
- Mongo Kamba
- André Jacques

## Équipements

### Santé
- Hôpital de Loandjili inauguré le 20 février 2004 et construit par la coopération chinoise[8].

Au rond-point de cet hôpital, se trouve une statue dédiée à Jean Félix-Tchicaya, le premier parlementaire congolais à l'Assemblée territoriale française.

### Marchés
Loandjili dispose de cinq marchés domaniaux :
- Marché Faubourg
- Marché de Loandjili faubourg,
- marché de Mbota,
- Marché de Bissongo,
- Marché de Makulu-Ngulu dit marché du Peuple
- Marché de Nkouikou.

### Édifices religieux
- Église catholique Christ-Roi à Loandjili District
- Paroisse catholique Sainte-Face-de-Jésus à Loandjili Faubourg
- Paroisse catholique Saint Kisito à Nkouikou
- Église Néhémie
- Église catholique saint André Kaggwa à Mbota Roch
- Église évangélique du Congo au terminus de Mbota Roch
- Église Évangélique saint Augustin à Makaya Makaya